# Felix Sandman
Felix Karl Wilhelm Sandman (ur. 25 października 1998 w Värmdö) – szwedzki piosenkarz, autor piosenek i aktor.

## Kariera muzyczna

### Działalność zespołowa
W październiku 2013 został jednym z wokalistów nowo powstałego boys bandu The Fooo, w którego skład weszli jeszcze Oscar Enestad i Omar Rudberg. Wydali dwa minialbumy: The Fooo (2013) i Conspiration (2014), który nagrali z czwartym wokalistą, Oscarem Molanderem. W 2014 zmienili nazwę na The Fooo Conspiracy, pod którą wydali dwie kolejne EP-ki, Serenade (2014) i Coordinates (2015), a także album studyjny pt. Off the Grid (2014).
Po odejściu Molandera z zespołu w 2016 ponownie zmienili nazwę, tym razem na FO&O. Pod koniec roku z piosenką „Gotta Thing About You” zakwalifikowali się do stawki konkursowej Melodifestivalen 2017. Dotarli do finału konkursu, rozgrywanego 11 marca 2017, i zajęli w nim 11. miejsce. 12 maja wydali album studyjny, zatytułowany po prostu FO&O. Niedługo później zakończyli działalność.

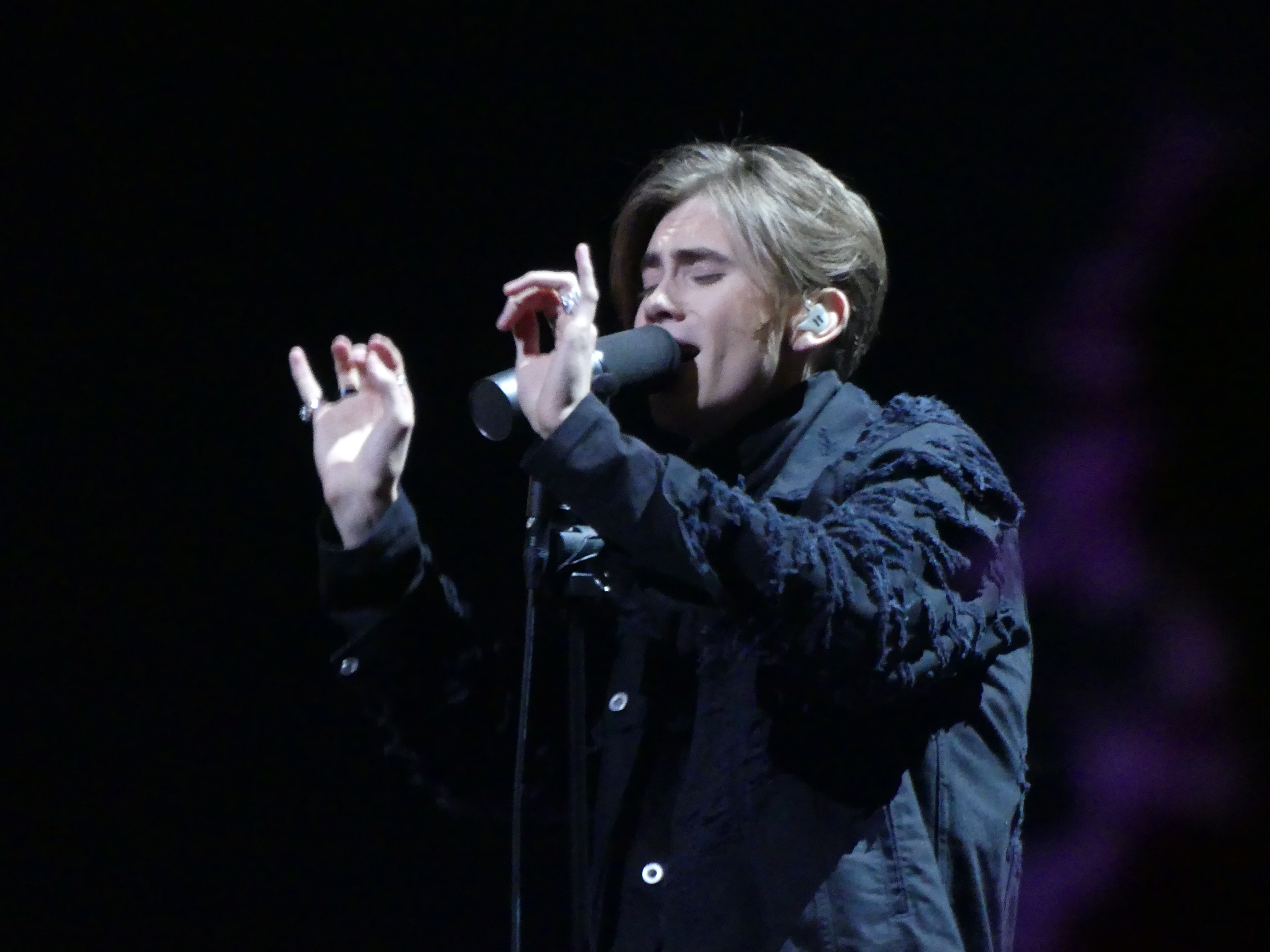
Felix Sandman podczas Melodifestivalen 2018

### Działalność solowa
Po rozpadzie zespołu rozpoczął karierę solową. Pod koniec 2017 z debiutanckim singlem „Every Single Day” zakwalifikował się do stawki konkursowej Melodifestivalen 2018. Dotarł do finału, rozgrywanego 10 marca 2018 i zajął drugie miejsce ze 158 punktami na koncie. W maju był sekretarzem podającym punkty szwedzkiej komisji jurorskiej w finale 63. Konkursu Piosenki Eurowizji. 14 września wydał debiutancki, solowy album studyjny pt. Emotions, który zadebiutował na trzecim miejscu listy najczęściej kupowanych płyt w Szwecji.
26 listopada 2019 został ogłoszony uczestnikiem programu Melodifestivalen 2020, do którego zgłosił się z piosenką „Boys with Emotions”. Awansował do finału, rozgrywanego 7 marca 2020 i zajął siódme miejsce z 67 punktami na koncie.

## Kariera aktorska
Zagrał Sebastiana Fagermana, główną rolę męską w pierwszym szwedzkim serialu Netflixa Ruchome piaski (2019) i Jonasa, kochanka głównej bohaterki serialu Facet na święta (2019).

## Dyskografia
Albumy studyjne
| Rok  | Tytuł                                                                           | Najwyższa pozycja na liście | Sprzedaż       | Album          |
| Rok  | Tytuł                                                                           | SWE                         | Sprzedaż       | Album          |
| ---- | ------------------------------------------------------------------------------- | --------------------------- | -------------- | -------------- |
| 2018 | Emotions - Wydany: 14 września 2018 - Wytwórnia: TEN - Format: digital download | 3                           | - SWE: platyna | - SWE: 40 000+ |

Single
| Rok                                                      | Tytuł                                               | Najwyższa pozycja na liście | Certyfikat        | Sprzedaż        | Album          |
| Rok                                                      | Tytuł                                               | SWE                         | Certyfikat        | Sprzedaż        | Album          |
| -------------------------------------------------------- | --------------------------------------------------- | --------------------------- | ----------------- | --------------- | -------------- |
| 2018                                                     | „Every Single Day”                                  | 1                           | - SWE: 3× platyna | - SWE: 120 000+ | Emotions       |
| 2018                                                     | „Tror du att han bryr sig” (oraz Benjamin Ingrosso) | 7                           | - SWE: 3× platyna | - SWE: 120 000+ | Identification |
| 2018                                                     | „Imprint”                                           | 52                          | - SWE: platyna    | - SWE: 40 000+  | Emotions       |
| 2018                                                     | „Lovisa”                                            | 34                          | - SWE: 2× platyna | - SWE: 80 000+  | Emotions       |
| 2019                                                     | „Miss You Like Crazy”                               | –                           |                   |                 | Emotions       |
| 2019                                                     | „Something Right”                                   | 85                          |                   |                 | –              |
| 2019                                                     | „Happy Thoughts” (oraz Benjamin Ingrosso)           | 15                          | - SWE: platyna    | - SWE: 40 000+  | –              |
| 2019                                                     | „Middle of Nowhere”                                 | –                           |                   |                 | –              |
| 2019                                                     | „Mood for You”                                      | –                           |                   |                 | –              |
| 2020                                                     | „Boys with Emotions”                                | 16                          | - SWE: złoto      | - SWE: 20 000+  | –              |
| 2020                                                     | „Don’t Look Back in Anger”                          | –                           |                   |                 | –              |
| 2020                                                     | „Relations” (gościnnie: Astrid S)                   | –                           |                   |                 | –              |
| „–” oznacza, że singel nie był notowany na danej liście. |                                                     |                             |                   |                 |                |

Z gościnnym udziałem
| Rok                                                      | Tytuł                                       | Najwyższa pozycja na liście | Album  |
| Rok                                                      | Tytuł                                       | SWE                         | Album  |
| -------------------------------------------------------- | ------------------------------------------- | --------------------------- | ------ |
| 2018                                                     | „Starfish” (Rhys, gościnnie: Felix Sandman) | –                           | Stages |
| „–” oznacza, że singel nie był notowany na danej liście. |                                             |                             |        |